# 김영걸 (교수)
김영걸(金英傑, 1930년 ~ 2024년) 은 대한민국의 과학자, 교육자, 포항공과대학교 명예교수이다.

## 학력
- 1951 서울대학교 약학대학 약학사(약학)
- 1958 미국 버크넬 대학교 공학사(화학공학)
- 1963 미국 프린스턴 대학교 대학원 공학박사(화학공학)

## 주요경력
- 1963 ∼ 1974 미국 노스웨스턴 대학교 교수
- 1974 ∼ 1987 한국과학기술원 교수
- 1987 ~ 2001 포항공과대학교 교수

## 생애 및 업적
1951년 서울대학교 약학대학을 졸업하고, 1955년 미국 유학길에 올라 1958년 버크넬 대학교에서 화학공학 학사 과정을 마치고, 1963년에는 프린스턴 대학교에서 박사학위를 취득했다. 박사학위를 받은 후 미국 노스웨스턴 대학교에 교수로 임용되어 10여 년간 교육과 연구에 몰두해 정년보장(tenure)을 받았다. 그런데, 1974년 안정된 직장을 뒤로 한 채 한국에 전격 귀국했는데, 당시 정부가 추진하던 ‘재외과학자 유치 사업’ 때문이었다.  미국에서 정년 보장까지 받은 교수로서는 처음으로 귀국을 단행한 것이어서 당시 파장이 컸다.

### 한국 이공계 대학 발전에 기여
1974년 귀국 후 1987년까지 한국과학원(1988년 KAIST로 재편) 화학공학과 교수로서 교무처장, 부원장을 역임하면서 한국과학원이 한국 최초의 대학원 대학으로 자리 잡는 데 핵심적인 역할을 수행했다. 미국 대학에서 쌓은 경험을 바탕으로, 당시까지 틀이 잡히지 않고 있었던 한국의 이공계 대학원에 연구를 중심으로 한 학사운영 체제를 뿌리내렸다. 특히 박사학위를 받기 위해서는 국제학술지에 논문을 싣는 것을 필수 조건으로 삼도록 하고, 교수 승진을 위해서는 국제적 수준의 학술지에 논문 게재를 요구하여 대학원에서 이루어지는 연구의 목표 수준을 크게 높였다. 이렇게 교수 유치와 승진 및 보수제도, 그리고 학생의 졸업 요건 등을 국제 수준에 걸맞게 강화함으로써 한국과학원의 박사학위 수준은 크게 높아졌고 교수들의 연구 역량도 강화되었다. 1987년 포항공과대학교가 문을 열어 거기에 합류하여, 또 하나의 연구중심 대학을 세우는데 힘썼다. 초대 화학공학과 주임교수와 초대 대학원장 등을 역임하면서 2001년 2월 정년 은퇴할 때까지 포항공과대학교를 연구중심대학으로 육성하는 데 힘을 쏟았다. 이런 노력으로, 한국과학기술원과 포항공과대학교는 오늘날 세계 유수의 연구중심대학으로 성장했다.

### 한국 화학공학 국제화
1981년부터 3년간 한국화학공학회 회장으로 재임하며 한국 화학공학의 국제화에 기여했다. 대형 국제학회인 제3회 'Pacific Chemical Engineering Congress(PACHEC-III)'를 한국에 유치하고 조직위원장을 맡아, 1983년 1,100명을 넘는 인원이 참석한 가운데 성공적으로 치러냈다. 그리고 1997년에는 아시아태평양 촉매 학회(APACS)의 창립을 주도하여 그 첫 번째 학회인 APCAT-I을 경주시에서 개최했다.
1991년부터 9년간 한국과학재단 지정 우수공학연구센터(ERC)인 촉매기술연구센터의 소장으로 촉매 연구분야 발전을 이끌었고, 활발한 산학 협력을 펼쳤다. 또한 저명한 국제학술지 'Applied Catalysis'와 'Catalysis Review'등의 편집고문으로 활동하기도 했다. 이에, 2019 과학기술유공자 엔지니어링 분야에 지정되었다.

## 포상
- 1987 국민훈장 동백장
- 1987 한국화학공학회 공로상
- 1993 한국화학공학회 학술상

## 참고자료
- 대한민국 과학기술정보통신부 홈페이지  보관됨 2020-09-27 - 웨이백 머신